# Гейланг Інтернешнл
Гейланг Юнайтед ФК (англ. Geylang United Football Club; кит.: 芽笼联足球俱乐部) — сінгапурський професійний футбольний клуб. Базується у передмісті Бедок. Заснований 1974 року.
Виступає в С.Лізі.

## Досягнення
С.Ліга:
- Чемпіон (2): 1996, 2001

Сінгапурська Прем'єр-ліга:
- Чемпіон (6): 1988, 1989, 1990, 1991, 1992, 1993

Кубок Сінгапуру:
- Володар кубка (1): 2009
- Фіналіст (2): 2001, 2003